# オチルツリー郡 (テキサス州)
オチルツリー郡（オチルツリーぐん、英: Ochiltree County）は、アメリカ合衆国テキサス州の北部に位置する郡である。2010年国勢調査での人口は10,223人であり、2000年の9,006人から13.5%増加した。郡庁所在地はペリートン市（人口8,802人）であり、同郡で人口最大の都市でもある。郡名はテキサス共和国の検事総長を務めたウィリアム・ベック・オチルツリーにちなんで名付けられた。オチルツリー郡は州内に30ある禁酒郡（ドライ）の1つである。
オチルツリー郡は1876年に組織化された。

## 地理
アメリカ合衆国国勢調査局に拠れば、郡域全面積は918平方マイル (2,378 km2)であり、このうち陸地917平方マイル (2,376 km2)、水域は1平方マイル (2.6 km2)で水域率は0.06%である。

### 主要高規格道路
- アメリカ国道83号線
- テキサス州道15号線
- テキサス州道70号線

### 隣接する郡
- テキサス郡 (オクラホマ州) - 北
- ビーバー郡 (オクラホマ州) - 北東
- リップスコム郡 - 東
- ロバーツ郡 - 南
- ハンスフォード郡 - 西

## 人口動態
以下は2000年の国勢調査による人口統計データである。
| 基礎データ - 人口: 9,006人 - 世帯数: 3,261 世帯 - 家族数: 2,488 家族 - 人口密度: 4人/km2（10人/mi2） - 住居数: 3,769軒 - 住居密度: 2軒/km2（4軒/mi2） 人種別人口構成 - 白人: 86.2% - アフリカン・アメリカン: 0.13% - ネイティブ・アメリカン: 0.94% - アジア人: 0.39% - 太平洋諸島系: 0.01% - その他の人種: 10.28% - 混血: 2.04% - ヒスパニック・ラテン系: 13.79% 年齢別人口構成 - 18歳未満: 30.6% - 18-24歳: 8.4% - 25-44歳: 28.7% - 45-64歳: 20.7% - 65歳以上: 11.7% - 年齢の中央値: 34歳 - 性比（女性100人あたり男性の人口） - 総人口: 99.8 - 18歳以上: 96.9 | 世帯と家族（対世帯数） - 18歳未満の子供がいる: 40.9% - 結婚・同居している夫婦: 64.0% - 未婚・離婚・死別女性が世帯主: 7.9% - 非家族世帯: 23.7% - 単身世帯: 21.0% - 65歳以上の老人1人暮らし: 9.3% - 平均構成人数 - 世帯: 2.74人 - 家族: 3.18人 収入と家計 - 収入の中央値 - 世帯: 38,013米ドル - 家族: 45,565米ドル - 性別 - 男性: 31,558米ドル - 女性: 19,890米ドル - 人口1人あたり収入: 16,707米ドル - 貧困線以下 - 対人口: 13.0% - 対家族数: 9.8% - 18歳未満: 17.9% - 65歳以上: 8.7% |

### 収入

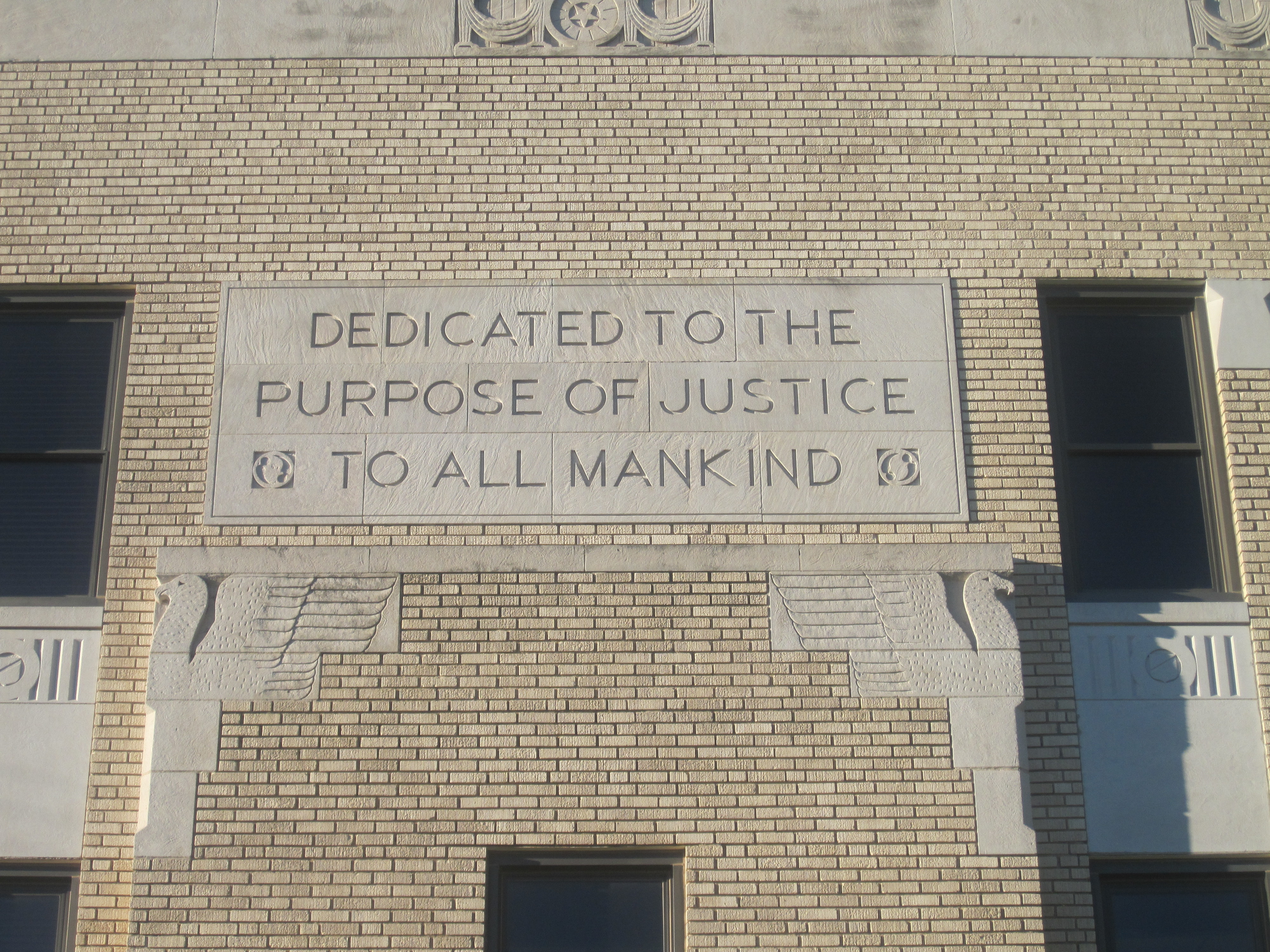
オチルツリー郡庁舎には一面に碑文がある。「全人類の公正さに捧げる」と記されている

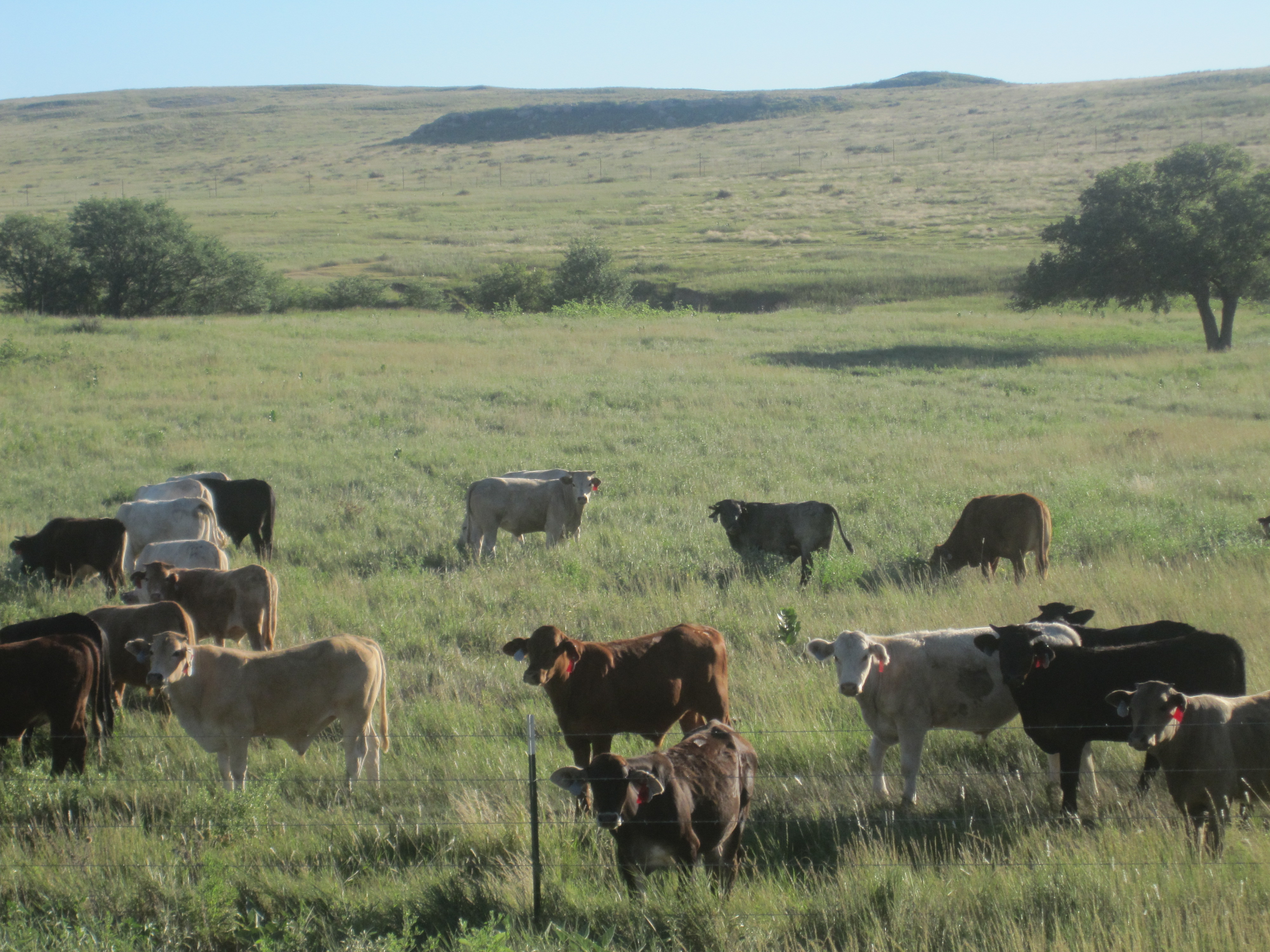
ペリートン市の南、アメリカ国道83号線外れにある牛牧場

## 政治
2004年大統領選挙、郡内の投票者の91.5%がジョージ・W・ブッシュに投票し、8%がジョン・ケリーに投票した。リバタリアン党のマイケル・バッドナリクに投票したのは2人だけだった。2000年の大統領選挙では、ブッシュが1つの郡から得られた支持率としては2番目に高い数字となり、2004年では最高の支持率だった。
2008大統領選挙では、ジョン・マケインが91.7%を獲得し、バラク・オバマ上院議員は7.8%だった。大統領選挙を見る限りオチルツリー郡は堅い共和党の地盤である。ただし、国内で最も共和党支持というタイトルは同じテキサス州のキング郡に譲っている。

## 教育
25歳以上の郡民5,441人の中で、14.6%は高校を卒業しておらず、州平均の12.9%より高い。27%は高校卒であり、16.1%が大学卒以上である。いずれも州平均よりは低い。
フランクリン・フィリップス・カレッジのアレン・キャンパスがペリートン市内にある。

## 都市と町
- ブッカー — 町、大半はリップスコム郡内にある
- フランズワース — 未編入の町
- ペリートン — 都市 - 郡庁所在地
- オチルツリー — 未編入の町
- ワカ — 未編入の町
- ツイッチェル - 未編入の町
- ハンツーン - 未編入の町